# 麻生利正
麻生 利正（あそう としまさ、1945年2月28日 - ）は、日本の地方公務員。栃木県副知事や、一般財団法人とちぎメディカルセンター理事長を経て、同センター会長。

## 人物・経歴
1963年栃木県立栃木高等学校卒業。1968年中央大学法学部卒業、栃木県入庁。1993年総務部秘書課長。2002年保健福祉部長。2004年総務部長。2005年出納長。2007年副知事。2011年栃木県済生会副会長兼業務担当理事。2014年栃木県済生会支部長、栃木銀行取締役。
2015年秋の叙勲で瑞宝中綬章受章。同年から一般財団法人とちぎメディカルセンター理事長を務め、働き方改革や、病院の統合再編、連携体制整備にあたるなどした。2018年一般財団法人とちぎメディカルセンター会長。